# Aiserey
Aiserey – miejscowość i gmina we Francji, w regionie Burgundia-Franche-Comté, w departamencie Côte-d’Or.
Według danych na rok 1990 gminę zamieszkiwało 1111 osób, a gęstość zaludnienia wynosiła 106 osób/km² (wśród 2044 gmin Burgundii Aiserey plasuje się na 206. miejscu pod względem liczby ludności, natomiast pod względem powierzchni na miejscu 899.).